# Петушков, Алексей Свиридович
Алексей Свиридович Петушков (1913—1991) — заместитель командира 3-го гвардейского авиационного полка 2-й гвардейской авиационной дивизии дальнего действия 2-го гвардейского авиационного корпуса авиации дальнего действия, гвардии подполковник. Герой Советского Союза (1944).

## Биография
Родился 5 октября 1913 года в городе Лисичанск ныне Луганской области Украина. Работал токарем в Минске.
В 1933 году призван в ряды Красной Армии. В 1936 году окончил авиационную школу. В боях Великой Отечественной войны с июня 1941 года. Участвовал в боях возле Орла, Харькова, Киева, Днепропетровска, Воронежа, Таллинна, Орши, Пскова, Нарвы.
К апрелю 1944 года совершил 250 боевых вылетов из них 226 в ночных условиях на бомбардировку военно-промышленных объектов в глубоком тылу противника. 19 августа 1944 года за образцовое выполнение боевых заданий командования по уничтожению живой силы и техники противника и проявленные при этом мужество и героизм гвардии подполковнику Петушкову Алексею Свиридовичу присвоено звание Героя Советского Союза с вручением ордена Ленина и медали «Золотая Звезда».
С 1959 года полковник А. С. Петушков в запасе. Жил в городе Полтава. Умер 27 июля 1991 года.

## Награды
- Медаль «Золотая Звезда» Героя Советского Союза;
- три ордена Ленина;
- три ордена Красного Знамени;
- орден Александра Невского;
- орден Отечественной войны 1-й степени;
- орден Красной Звезды.